# Збуджуючи Місяць
«Збуджуючи Місяць» (англ. Waking the Moon) — темно-фентезійний роман американської письменниці Елізабет Генд, виданий 1994 року. Нагороджений Меморіальною премією Джеймса Тіптрі-молодшого та Міфопеїчною премією 1996 року за літературу для дорослих. Події роману розгортаються переважно в «Університеті Архангелів і святого Іоанна Божественного», вигаданому університеті, створеному за подобою Католицького університету Америки, про який згадується в декількох романах Генд. З американського видання було вирізано близько 100 сторінок.

## Стислий сюжет
Свіні Кассіді починає навчання на першому курсі університету, де вона зустрічає таємничу Анжеліку та закохується в дивного та прекрасного Олівера. Вона заплутується у зловісних, надприродних подіях, пов'язаних з пробудженням стародавньої зловіщої богині.
Відповідно до післямови для оповідання «Бакхе», знайденого у збірці «Останнє літо на пагорбі Марса», це ще одна тропа з давньогрецького міфу, яка передчуває Збудження Місяця. Вони обоє стосуються кривавих культів жінок. Елізабет Генд зазначила, що хотіла показати, що давні культи богинь не всі такі мирні та ідилічні, як ми схильні вважати.

## Відгуки
Террі Віндлінг відзначила «Збуджуючи Місяць» як одну з найкращих книг у жанрі фентезі 1994 року, схвально описавши її як «чутливу, панорамну історію вбивства, змови та давніх таємних товариств».